# Campionati africani di atletica leggera 2012 - Marcia 20 km maschile
La marcia 20 km maschile ai campionati africani di atletica leggera di Porto-Novo 2012 si è svolta il 29 giugno a Porto-Novo, in Benin.

## Medagliere
| Oro     | Hédi Teraoui Tunisia  |
| Argento | David Kimutai Kenya   |
| Bronzo  | Mohamed Ameur Algeria |

## Programma
| Data           | Ora   | Evento |
| -------------- | ----- | ------ |
| 29 giugno 2012 | 10:35 | Finale |

## Risultati

### Finale
| Class   | Nome               | Nazione      | Tempo | Note |
| ------- | ------------------ | ------------ | ----- | ---- |
| Oro     | Hédi Teraoui       | Tunisia      |       |      |
| Argento | David Kimutai      | Kenya        |       |      |
| Bronzo  | Mohamed Ameur      | Algeria      |       |      |
| 4       | Marc Mundell       | Sudafrica    |       |      |
| 5       | Chernet Mikoro     | Etiopia      |       |      |
| 6       | Misebo Minamo      | Etiopia      |       |      |
| dnf     | Hichem Medjeber    | Algeria      | dnf   |      |
| dnf     | Aseffa Gizachew    | Etiopia      | dnf   |      |
| dnf     | Gabriel Nghintedem | Camerun      | dnf   |      |
| dns     | Mikael Songnaba    | Burkina Faso | dns   |      |